# Ralph Purchase
Ralph Kenneth Purchase (* 11. Juli 1916 in Newport, Washington, Vereinigte Staaten; † 11. Januar 2000 in Sun City West, Arizona, Vereinigte Staaten) war ein US-amerikanischer Ruderer und Olympiasieger.

## Leben
Ralph Purchase ruderte für die California Golden Bears. Er gewann mit dem US-Team als 32-jähriger Steuermann bei den Olympischen Sommerspielen 1948 in Helsinki die Goldmedaille im Rudern (Achter). Purchase wurde später Manager bei der Zellerbach Corp. 2000 starb er im Alter von 83 Jahren.